# IIHF Challenge Cup of Asia 2018
Der IIHF Challenge Cup of Asia 2018 war die elfte Austragung des durch die Internationale Eishockey-Föderation IIHF durchgeführten Wettbewerbs. Insgesamt nahmen zwischen dem 24. März und dem 8. April 2018 neun Nationalmannschaften an den zwei Turnieren der Top-Division sowie der Division I teil.
Den Titel sicherte sich zum ersten Mal überhaupt die Mongolei, die sich aufgrund der besten Bilanz im direkten Vergleich gegen die beiden punktgleichen Teams aus Thailand und den Philippinen durchsetzte. In der Division I setzte sich die Mannschaft aus Malaysia durch.

## Teilnehmer, Austragungsorte und -zeiträume
- Top-Division: 3. bis 8. April 2018 in Pasay, Philippinen
Teilnehmer:  Kuwait (Aufsteiger),  Mongolei,  Philippinen (Neuling),  Singapur,  Thailand

- Division I: 24. bis 29. März 2018 in Kuala Lumpur, Malaysia
Teilnehmer:  Indien,  Indonesien (Neuling),  Macau,  Malaysia (Absteiger)

Der letztjährige Sieger  Vereinigte Arabische Emirate verzichtete erstmals seit 2008 und insgesamt drei Turniersiegen auf eine Teilnahme an der Top-Division und debütierte ebenso wie  Kuwait in der Qualifikation zur Weltmeisterschaft der Division III 2018.  Katar und der  Oman zogen ihre Teilnahme an der Division I Anfang März 2018 zurück, womit sich die Teilnehmerzahl von sechs auf vier Mannschaften reduzierte.

## Top-Division
Die Top-Division des IIHF Challenge Cup of Asia wurde vom 3. bis 8. April 2018 in Pasay nahe Manila, der Hauptstadt der Philippinen, ausgetragen. Gespielt wurde in der Eishalle der SM Mall of Asia. Am Turnier nahmen fünf Nationalmannschaften teil, die in einer Einfachrunde den Turniersieger ausspielten. Insgesamt besuchten 2.809 Zuschauer die zehn Turnierspiele, was einem Schnitt von 280 pro Partie entspricht.
Den Titel sicherte sich zum ersten Mal überhaupt die Mongolei, die sich aufgrund der besten Bilanz im direkten Vergleich gegen die beiden punktgleichen Teams aus Thailand und den Philippinen durchsetzte.
| 3. April 2018 15:30 Uhr (Ortszeit) | Singapur | 3:5 (1:1, 1:2, 1:2) Spielbericht | Mongolei | Eishalle SM Mall of Asia, Pasay Zuschauer: 79 |

| 3. April 2018 19:15 Uhr | Philippinen | 4:7 (2:1, 0:3, 2:3) Spielbericht | Thailand | Eishalle SM Mall of Asia, Pasay Zuschauer: 458 |

| 4. April 2018 19:00 Uhr | Mongolei | 11:2 (1:2, 5:0, 5:0) Spielbericht | Kuwait | Eishalle SM Mall of Asia, Pasay Zuschauer: 48 |

| 5. April 2018 15:30 Uhr | Thailand | 11:0 (4:0, 4:0, 3:0) Spielbericht | Singapur | Eishalle SM Mall of Asia, Pasay Zuschauer: 87 |

| 5. April 2018 19:00 Uhr | Kuwait | 0:13 (0:4, 0:6, 0:3) Spielbericht | Philippinen | Eishalle SM Mall of Asia, Pasay Zuschauer: 467 |

| 6. April 2018 19:00 Uhr | Philippinen | 6:5 (3:2, 2:1, 1:2) Spielbericht | Mongolei | Eishalle SM Mall of Asia, Pasay Zuschauer: 423 |

| 7. April 2018 15:30 Uhr | Mongolei | 5:1 (1:0, 3:1, 1:0) Spielbericht | Thailand | Eishalle SM Mall of Asia, Pasay Zuschauer: 254 |

| 7. April 2018 19:00 Uhr | Kuwait | 2:3 n. P. (0:1, 1:1, 1:0, 0:0, 0:1) Spielbericht | Singapur | Eishalle SM Mall of Asia, Pasay Zuschauer: 125 |

| 8. April 2018 15:30 Uhr | Thailand | 12:1 (2:0, 6:1, 4:0) Spielbericht | Kuwait | Eishalle SM Mall of Asia, Pasay Zuschauer: 355 |

| 8. April 2018 19:00 Uhr | Singapur | 0:15 (0:5, 0:6, 0:4) Spielbericht | Philippinen | Eishalle SM Mall of Asia, Pasay Zuschauer: 513 |

| Pl. |             | Sp | S | OTS | OTN | N | Tore  | Punkte |
| 1.  | Mongolei    | 4  | 3 | 0   | 0   | 1 | 26:12 | 9      |
| 2.  | Thailand    | 4  | 3 | 0   | 0   | 1 | 31:10 | 9      |
| 3.  | Philippinen | 4  | 3 | 0   | 0   | 1 | 38:12 | 9      |
| 4.  | Singapur    | 4  | 0 | 1   | 0   | 3 | 06:33 | 2      |
| 5.  | Kuwait      | 4  | 0 | 0   | 1   | 3 | 05:39 | 1      |

Abkürzungen: Pl. = Platz, Sp = Spiele, S = Siege, OTS = Siege nach Verlängerung (Overtime) oder Penaltyschießen, OTN = Niederlagen nach Verlängerung oder Penaltyschießen, N = Niederlagen

## Division I
Die Division I des IIHF Challenge Cup of Asia wurde vom 24. bis 29. März 2018 in der malaysischen Hauptstadt Kuala Lumpur ausgetragen. Gespielt wurde in der dortigen Empire City Ice Arena. Am Turnier nahmen vier Nationalmannschaften teil, die in einer Einfachrunde mit anschließendem Halbfinale und Finale die Platzierungen ausspielten. Katar und der Oman zogen ihre Meldungen vor dem Turnier zurück. Insgesamt besuchten 2.949 Zuschauer die zehn Turnierspiele, was einem Schnitt von 294 pro Partie entspricht. Den Turniersieg sicherte sich Gastgeber Malaysia, das im Finale die Mannschaft aus Macau mit 7:2 besiegte.

### Vorrunde
| 24. März 2018 14:30 Uhr (Ortszeit) | Indien | 3:0 (0:0, 0:0, 3:0) Spielbericht | Macau | Empire City Ice Arena, Kuala Lumpur Zuschauer: 128 |

| 24. März 2018 18:15 Uhr | Malaysia | 12:0 (3:0, 4:0, 5:0) Spielbericht | Indonesien | Empire City Ice Arena, Kuala Lumpur Zuschauer: 562 |

| 25. März 2018 14:30 Uhr | Indien | 2:4 (1:3, 0:1, 1:0) Spielbericht | Indonesien | Empire City Ice Arena, Kuala Lumpur Zuschauer: 166 |

| 25. März 2018 18:00 Uhr | Macau | 1:7 (0:1, 1:4, 0:2) Spielbericht | Malaysia | Empire City Ice Arena, Kuala Lumpur Zuschauer: 374 |

| 26. März 2018 14:30 Uhr | Indonesien | 2:5 (1:1, 1:2, 0:2) Spielbericht | Macau | Empire City Ice Arena, Kuala Lumpur Zuschauer: 116 |

| 26. März 2018 18:00 Uhr | Malaysia | 10:1 (3:0, 4:0, 3:1) Spielbericht | Indien | Empire City Ice Arena, Kuala Lumpur Zuschauer: 445 |

| Pl. |            | Sp | S | OTS | OTN | N | Tore  | Punkte |
| 1.  | Malaysia   | 3  | 3 | 0   | 0   | 0 | 29:02 | 9      |
| 2.  | Indien     | 3  | 1 | 0   | 0   | 2 | 06:14 | 3      |
| 3.  | Macau      | 3  | 1 | 0   | 0   | 2 | 06:12 | 3      |
| 4.  | Indonesien | 3  | 1 | 0   | 0   | 2 | 06:19 | 3      |

Abkürzungen: Pl. = Platz, Sp = Spiele, S = Siege, OTS = Siege nach Verlängerung (Overtime) oder Penaltyschießen, OTN = Niederlagen nach Verlängerung oder Penaltyschießen, N = Niederlagen

### Finalrunde
|  | Halbfinale | Halbfinale | Halbfinale |                  |  | Finale | Finale     | Finale |
|  |            |            |            |                  |  |        |            |        |
|  |            |            |            |                  |  |        |            |        |
|  | 1          | Malaysia   | 12         |                  |  |        |            |        |
|  | 4          | Indonesien | 4          |                  |  | 1      | Malaysia   | 7      |
|  |            |            |            |                  |  | 3      | Macau      | 2      |
|  |            |            |            |                  |  |        |            |        |
|  |            |            |            | Spiel um Platz 3 |  |        |            |        |
|  | 2          | Indien     | 2          |                  |  |        |            |        |
|  | 3          | Macau      | 4          |                  |  | 2      | Indien     | 1      |
|  |            |            |            |                  |  | 4      | Indonesien | 4      |
|  |            |            |            |                  |  |        |            |        |

Halbfinale
| 28. März 2018 14:30 Uhr (Ortszeit) | Indien | 2:4 (0:2, 0:0, 2:2) Spielbericht | Macau | Empire City Ice Arena, Kuala Lumpur Zuschauer: 179 |

| 28. März 2018 18:00 Uhr | Malaysia | 12:4 (4:0, 5:2, 3:2) Spielbericht | Indonesien | Empire City Ice Arena, Kuala Lumpur Zuschauer: 316 |

Spiel um Platz 3
| 29. März 2018 14:30 Uhr | Indien | 1:4 (0:2, 1:1, 0:1) Spielbericht | Indonesien | Empire City Ice Arena, Kuala Lumpur Zuschauer: 208 |

Finale
| 29. März 2018 18:00 Uhr | Malaysia | 7:2 (4:0, 2:0, 1:2) Spielbericht | Macau | Empire City Ice Arena, Kuala Lumpur Zuschauer: 455 |